# Gletscherbahn Kaprun

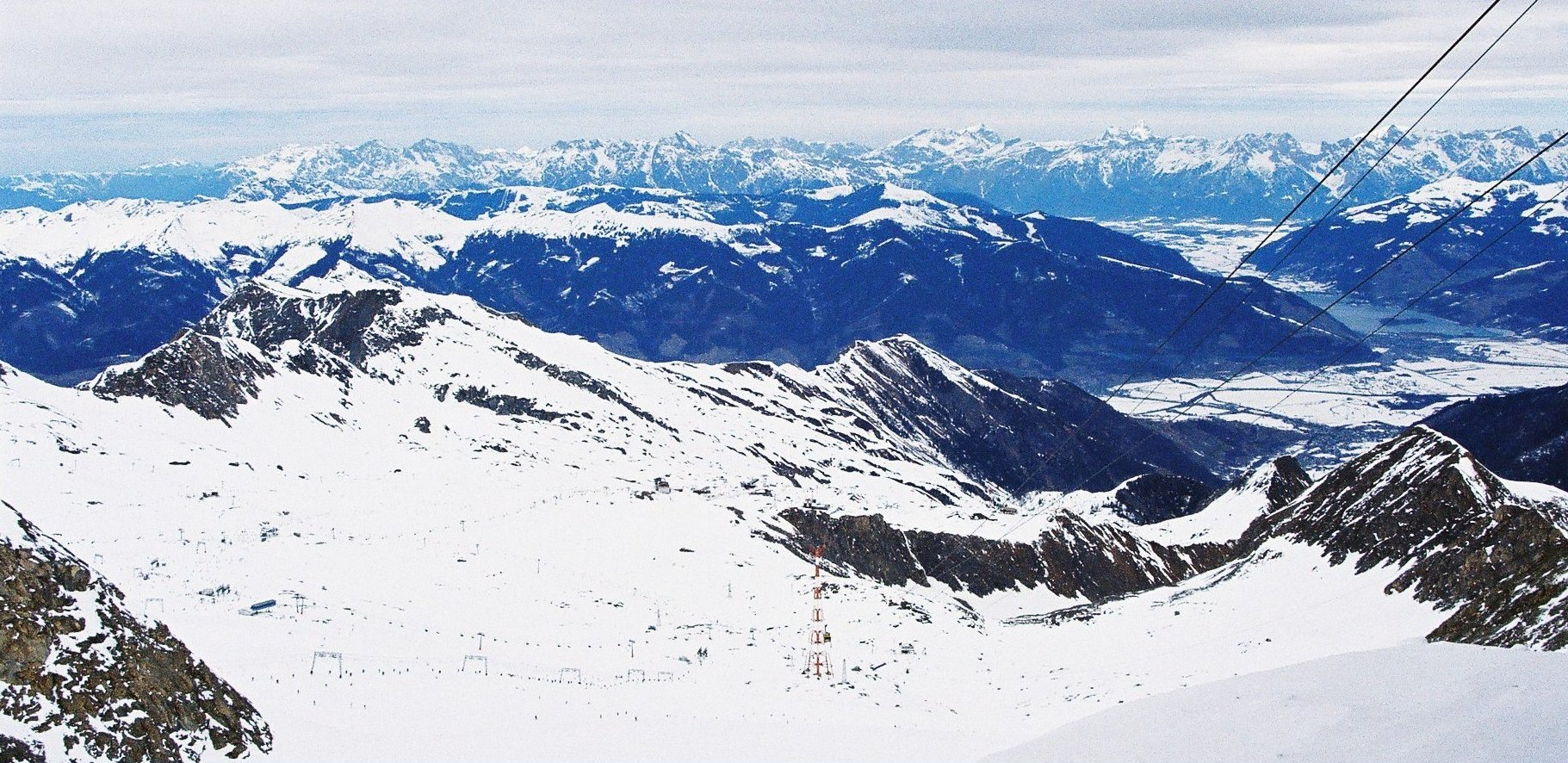
Blick vom Kitzsteinhorn auf den Gletscher, Kaprun und Zell am See.

Gletscherbahn Kaprun ist der Name mehrerer Seilbahnen in der österreichischen Gemeinde Kaprun, die auf das Kitzsteinhorn führen. Betreiber ist die Gletscherbahnen Kaprun AG, die am 1. August 1963 durch Tauernkraftwerke AG, Gemeinde Kaprun und Land Salzburg gegründet wurde, um den Gletscher zu einem ganzjährigen Skigebiet (Alpincenter Kaprun) auszubauen.

## Übersicht
Tabelle mit Seilbahnen (Schlepplifte nicht enthalten) der GBK:
| Seilbahn              | Art                                                    | Inbetrieb- nahme | Seehöhe Talstation (in m) | Seehöhe Bergstation (in m) | Länge (in m) | Personen- kapazität pro Stunde |
| --------------------- | ------------------------------------------------------ | ---------------- | ------------------------- | -------------------------- | ------------ | ------------------------------ |
| Gletscherjet 1        | 24er-Kabinen-Funitel                                   | 2001             | 911                       | 1.979                      | 2.508        | 1.800                          |
| Gletscherjet 2        | 15er-Kabinen-Einseilumlaufbahn                         | 2002             | 1.978                     | 2.450                      | 1.460        | 2.200                          |
| Gletscherjet 3        | Kombibahn mit 10er-Kabinen und 8er-Sesseln             | 2015             | 2.448                     | 2.628                      | 1.010        | 3.600                          |
| Gletscherjet 4        | 10er-Kabinen-Einseilumlaufbahn                         | 2015             | 2.628                     | 2.926                      | 1.150        | 3.326                          |
| Panoramabahn          | 8er-Kabinen-Einseilumlaufbahn                          | 1991             | 928                       | 1.979                      | 2.549        | 1.850                          |
| Gipfelbahn            | Kabinenbahn (60 Personen)                              | 1966/1981        | 2.452                     | 3.029                      | 2.200        | 600                            |
| Gletscher-Shuttle     | oberirdische Standseilbahn                             | 1990             | 2.928                     | 3.020                      | 257          | 500                            |
| 6er-Sonnenkarbahn     | 6-er-Sesselbahn mit Wetterschutzhauben                 | 1997             | 2.414                     | 2.673                      | 759          | 3.000                          |
| 2er-Sonnenkarbahn     | 2-er-Sesselbahn                                        | 1987             | 2.414                     | 2.611                      | 780          | 1.440                          |
| Langwiedbahn          | 4-er-Sesselbahn mit Wetterschutzhauben                 | 1990             | 1.976                     | 2.453                      | 1.505        | 2.200                          |
| Gratbahn              | 4-er-Sesselbahn mit Wetterschutzhauben                 | 1992             | 2.450                     | 2.656                      | 1.127        | 2.670                          |
| 6er-Kristallbahn      | 6-er-Sesselbahn mit Wetterschutzhauben und Sitzheizung | 2007             | 2.265                     | 2.678                      | 1.820        | 2.600                          |
| 8er-Schmiedingerbahn  | 8-er-Sesselbahn mit Wetterschutzhauben und Sitzheizung | 2016             | 2.530                     | 2.775                      | 721          | 2.900                          |
| Maiskogelbahn         | 10er-Kabinen-Einseilumlaufbahn                         | 2018             | 748                       | 1.570                      | 3.813        | 2.800                          |
| Almbahn Kaprun        | 6-er-Sesselbahn mit Wetterschutzhauben                 | 2006             | 1.125                     | 1.733                      | 2.206        | 2.000                          |
| 3K Maiskogel-Langwied | 32er-3S-Bahn                                           | 2019             | 1.570                     | 1.975                      | 4.311        | 2.700                          |

## Gletscherbahn Kaprun 1
Die Gletscherbahn Kaprun 1 ist eine in drei Sektionen ausgeführte Luftseilbahn, die am 12. Dezember 1965 in Betrieb ging. Mit den hierdurch erschlossenen Gletschern Schmiedingerkees und Maurerkees war das Kitzsteinhorn das erste Gletscherskigebiet Österreichs.

### Sektion 1 und 2
Die Kabinenbahn wurde am 12. Dezember 1965 in Betrieb genommen. Die unterste Sektion vom Kapruner Thörl zur Salzburger Hütte hatte eine Länge von 2028 Metern mit einer Höhendifferenz von 970 Metern. In der Salzburger Hütte begann die zweite Sektion der Seilbahn, die an der Krefelder Hütte vorbei zum Alpincenter führte, mit einer Höhendifferenz von 554 Metern.
Die zweite Sektion der Großkabinen-Pendel-Luftseilbahn wurde 1990 durch eine neue 4er Sesselbahn (Langwiedbahn), die erste Sektion 1991 durch eine neue 8er-Kabinen-Umlaufbahn (Panoramabahn) abgelöst.

### Sektion 3

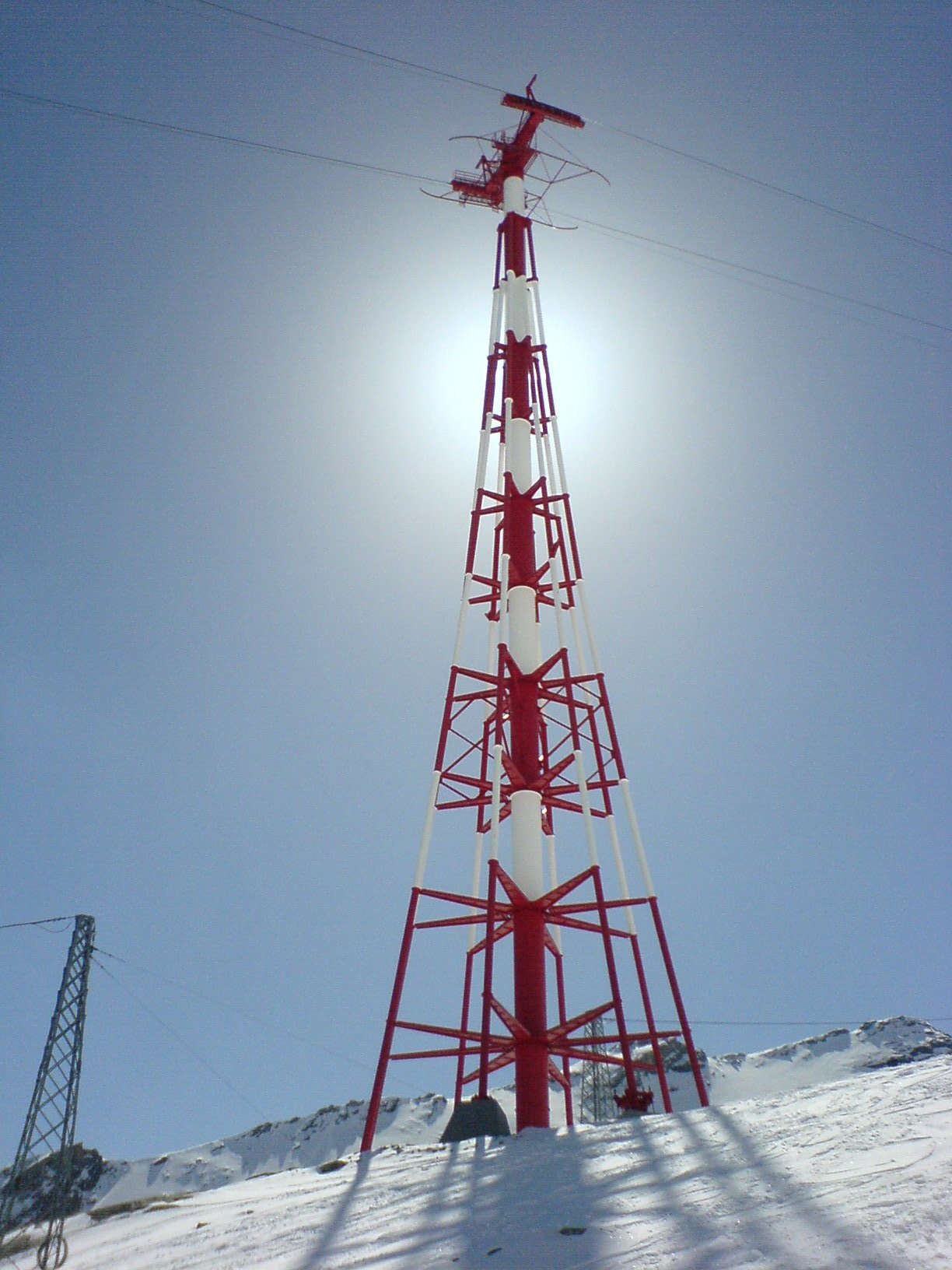
Bis 2016 die höchste Seilbahnstütze der Welt.

Die Gletscherbahn Kaprun 3 ist die am 26. November 1966 in Betrieb genommene dritte Sektion der Seilbahn auf das Kitzsteinhorn. Sie wurde von den Firmen ELIN, Waagner-Biro und Swoboda errichtet und ist als Großkabinenbahn mit zwei Kabinen (Fassungsvermögen je 60 Personen) ausgeführt worden. Sie führt von der auf 2453 Meter über dem Meeresspiegel gelegenen Talstation Alpincenter zu der auf 3029 Meter Höhe gelegenen Station Kitzsteinhorn NW-Grat. Die Länge dieser Bahn beträgt 2208 Meter, die maximale Steigung 42 %. Die Fahrzeit beträgt 8,5 Minuten und die Höchstgeschwindigkeit 36 km/h.
Die Gletscherbahn Kaprun 3 besitzt zwei Spannfelder, unterteilt durch die, bis zum Bau der Ha-Long-Queen-Seilbahn in Vietnam, höchste Seilbahnstütze der Welt. Diese ist eine 113,6 Meter hohe Stahlfachwerkkonstruktion, welche auf einem quadratischen Betonblock mit 17 Meter Seitenlänge, der sich auf einem Felszahn befindet, gegründet ist. Die Konstruktion besteht aus einem zentralen Stahlrohr mit einem Durchmesser von 2,2 Metern, welches einen Wartungsaufzug und eine Steigleiter beherbergt. Dieses Rohr wird mit acht parabelförmigen Stahlstreben mit 500 Millimeter Durchmesser abgestützt. Diese Streben sind alle 10 Meter mit der zentralen Röhre verbunden. Die Stütze war anfangs 103 Meter hoch. Seitdem wurde sie zweimal erhöht, zuerst auf 106,9 Meter und schließlich auf 113,6 Meter. Der Baubeginn und die Fertigstellung waren 1966.

## Gletscherbahn Kaprun 2

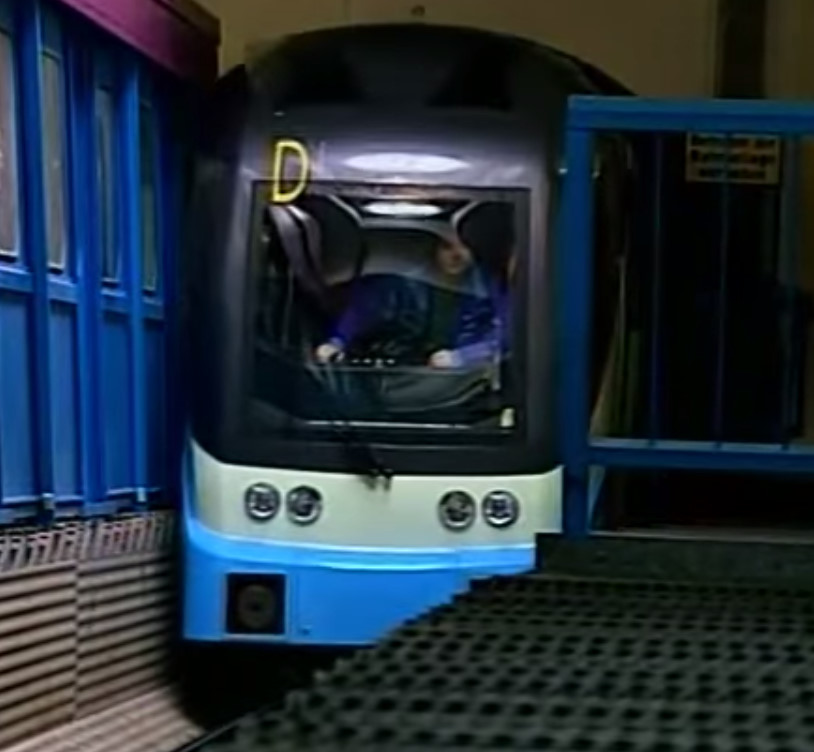
Zug der Gletscherbahn Kaprun 2 (Garnitur „Gletscherdrachen“) beim Einfahren in die Bergstation

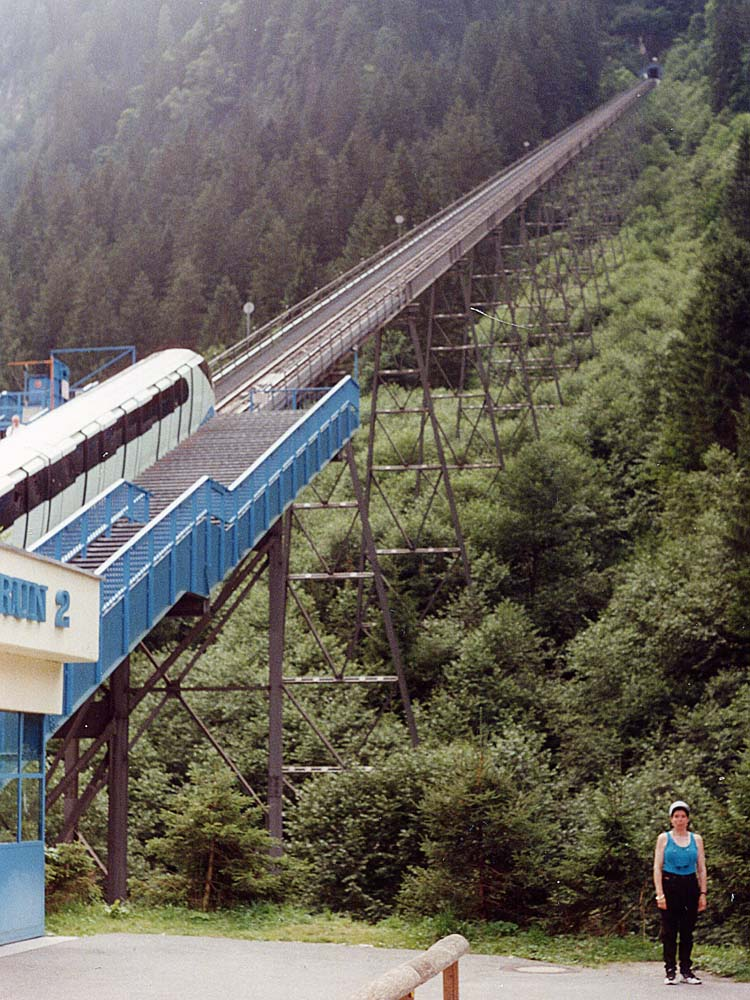
Eine der Zuggarnituren der Gletscherbahn Kaprun 2 während des Aufenthalts in der Talstation wenige Wochen vor dem Brand

Die Gletscherbahn Kaprun 2 (GBK 2) war eine Standseilbahn, die am 23. März 1974 nach etwa 2½-jähriger Bauzeit in Betrieb ging. Aufgrund des stark gestiegenen Besucheraufkommens war die Gletscherbahn Kaprun 1 nicht mehr ausreichend, sodass 1969 die Planungen für eine zweite Anlage begannen. Man entschied sich trotz der hohen Baukosten von rund 197 Millionen Schilling für den Bau einer unterirdischen Standseilbahn, da diese wetterunabhängig verkehren konnte. Am 19. November 1971 war Spatenstich des Projektes, der Tunnelvortrieb wurde hauptsächlich mittels Tunnelbohrmaschine durchgeführt, die Bohrarbeiten waren nach rund einem Jahr abgeschlossen. Am 21. März 1974 wurde die Betriebsgenehmigung für die damals größte Standseilbahn der Welt erteilt; am 23. März 1974 war der erste Betriebstag der neuen Anlage nach abgeschlossenem Probebetrieb.
Die Bahn hatte eine schräge Länge von rund 3900 Metern, die ersten 625 Meter führten über eine Stahlbrücke bis zum Tunnelportal, die reine Tunnellänge betrug 3286 Meter. Die durchschnittliche Steigung betrug 411,4 ‰, die Maximalsteigung 500 ‰. Der Antrieb der Anlage – 2 Elektromotoren mit je 800 kW Leistung – war in der Bergstation untergebracht, die Seilabspannung mit 13 t Gewicht in der Talstation. Verantwortlich für die Ausführung waren insbesondere die Firmen Waagner-Biro, Elin, Swoboda und Siemens. 
Die beiden Züge waren fest gekuppelte Zweiwageneinheiten und trugen die Namen „Gletscherdrachen“ und „Kitzsteingams“, die auf einer ungewöhnlichen Spurweite von 946 Millimetern verkehrten. Jede Einheit war 29 Meter lang, die Wagenbreite betrug 1,80 Meter. Mit einem Zug konnten 180 Personen in ca. 8½ Minuten von der Talstation ins Alpincenter (47° 12′ 31″ N, 12° 41′ 20″ O) befördert werden. Das Alpincenter befindet sich in einer Höhe von 2.450 m. Die Höchstgeschwindigkeit betrug 10 m/s (36 km/h). Die Förderleistung der Anlage lag damit bei 1240 Personen pro Stunde. 1994 wurden die Wagenkästen erneuert und dabei modernisiert. Bis zum Brand wurden rund 18 Millionen Menschen transportiert, die Anlage galt als fahrgaststärkste Seilbahn in Österreich.
Die Strecke der Standseilbahn war eingleisig mit einer Abtschen Ausweiche in Streckenmitte. Im Bereich der Ausweichstelle befand sich die auch per Ski erreichbare Mittelstation „Breitriesenalpe“. Unterhalb der Salzburger Hütte endete die Skipiste vor einem 650 m langen Zufahrtsstollen, der halbseitig für Schifahrer mit einer Kunstpiste ausgerüstet war und ein Zufahren in die Station mit angeschnallten Schi ermöglichte. Mit der Stilllegung der Standseilbahn nach dem Brand im Jahr 2000 endete auch die Möglichkeit der Befahrung des Tunnels.
Die letzte behördliche Hauptuntersuchung erfolgte im Juni 1997, die letzte Revision im September 2000. 

### Brandkatastrophe im Jahr 2000
Bei einer Brandkatastrophe kamen am 11. November 2000 155 Menschen durch Rauchgasvergiftung ums Leben, darunter auch der Zugführer und ein Tourist im Gegenzug sowie drei Personen auf der Bergstation. Die Anlage wurde zeitweise noch für Materialtransporte verwendet, der Tunnel wurde anschließend jedoch fest verschlossen. Er führt bis heute Versorgungsleitungen und Abwasserleitungen des Alpin-Centers. Nach Ablauf der Konzession für die Anlage im Jahr 2014 wurden schließlich sämtliche Teile der Talstation und die 600 m lange Stahlbrücke demontiert. Die Bergstation dient heute als Lagerraum. 

## Gletscherjet 1–4
Am 23. Dezember 2001 wurde der Gletscherjet 1, eine Funitel, und am 19. Oktober 2002 der Gletscherjet 2, eine Einseilumlaufbahn, eröffnet. Beide Bahnen dienen als Ersatz für die Standseilbahn Kaprun 2. Ihre Trasse verläuft parallel zu den Sektionen 1 und 2 der Gletscherbahn Kaprun 1. Im Frühjahr 2014 wurde mit dem Bau des Gletscherjet 3 und des Gletscherjet 4 begonnen, die Fertigstellung erfolgte im Herbst 2015.

## Kristallbahn
Die Kristallbahn, eine kuppelbare, beheizbare 6er-Sesselbahn mit neuem Trassenverlauf ersetzt den Krefelderhüttenlift.

### Technische Daten
- Talstation: 2260 m
- Bergstation: 2671 m
- Höhenunterschied: 412 m
- Fahrtstrecke: 1820 m
- Fahrgeschwindigkeit: 5 m/s (18 km/h)

## Maiskogelbahn
Die Maiskogelbahn ist eine 10er Einseilumlaufbahn Seilbahn, die am 14. Dezember 2018 in Betrieb genommen wurde. Die Bergstation der Maiskogelbahn ist gleichzeitig die Talstation der 3S-Bahn, die Ende November 2019 eröffnet wurde. Damit ist es möglich direkt von Kaprun auf den Gletscher zu fahren.

### Technische Daten
- Talstation: 768 m
- Bergstation: 1570 m
- Höhenunterschied: 802 m
- Fahrtstrecke: 3813 m
- Fahrgeschwindigkeit: 6 m/s (21,6 km/h)

## 3K Maiskogel-Langwied
Die 3K Bahn Maiskogel-Langwied ist eine 3S-Bahn Verbindung zwischen dem Kitzsteinhorn (Langwiedboden) und der Bergstation der Maiskogelbahn. Die Inbetriebnahme erfolgte am 30. November 2019.

### Technische Daten
- Talstation: 1570 m
- Bergstation: 1975 m
- Höhenunterschied: 405 m
- Fahrtstrecke: 4311 m
- Fahrgeschwindigkeit: 8 m/s (28,8 km/h)

## Sonstiges
Auch wenn das Kitzsteinhorn grundsätzlich ein Ganzjahresskigebiet ist, musste auf Grund des Klimawandels erstmals im Jahr 1986 der Skibetrieb während eines heißen Sommers für mehrere Wochen eingestellt werden. Seit 1999 finden sich auch am Kitzsteinhorn Schneekanonen, die insbesondere den Bereich zwischen dem Alpincenter und dem unteren Gletscherrand beschneien. Im Jahr 2004 wurden erstmals Folien gegen Schneeschmelze aufgelegt.

## Unternehmensstruktur

### Vorstand
- Direktor Thomas Maierhofer, seit 1. August 2023[16]

### Aufsichtsrat
- Rudolf Zrost, Vorsitzender
- Domenik David, Vorsitzender-Stv.

### Prokurist
- Günther Brennsteiner

### Stammkapital und Aktionäre
| Anteil   | Anteilseigner                            | in Mio. Euro | Sonstiges über Anteilseigner                                                                                              |
| -------- | ---------------------------------------- | ------------ | --- |
| 40,19 %  | Gemeinde Kaprun                          | 1,8086       | |
| 33,34 %  | Kapruner Tourismus Holding GmbH          | 1,5003       | 100%ige Tochtergesellschaft der Kapruner Wirtschaftstreuhand GmbH, einer in Kaprun ansässigen Steuerberatungsgesellschaft |
| 11,00 %  | Tourismusverband Kaprun                  | 0,4950       | |
| 8,79 %   | Kapruner Promotion & Lifte Ges.m.b.H     | 0,3956       | Aufsichtsrat-Mitglied: u. a. Karlsböck Norbert Ing.                                                                       |
| 6,68 %   | Private und Mitarbeiter der Gesellschaft | 0,3005       | |
| 100,00 % | Grundkapital                             | 4,5000       | |